# Blindia ostra
Blindia ostra (Blindia acuta (Hedw.) Bruch & Schimp.) – gatunek mchu należący do rodziny drobniaczkowatych (Seligeriaceae Schimp.). Mech górski, niewielkich rozmiarów, ortotropowy. 

## Rozmieszczenie geograficzne
Blindia ostra występuje w górskich regionach w Ameryce Północnej, Ameryce Środkowej, Europie, Azji (Chiny, Nepal, wschodnia Rosja) i Afryce. W Polsce dość częsty w górach, występuje do wysokości 2000 m n.p.m. w Karkonoszach i Karpatach.

## Morfologia
GametofityMech niewielkich rozmiarów, tworzy zbite lub luźne błyszczące maty, od żółto-zielonych po brunatno-zielone. Łodyżki pojedyncze lub widlasto rozgałęzione, wyprostowane, osiągają zwykle 2 cm wysokości ((0,5) 2–7 (10) cm), odlegle ulistnione. Okrągłe w przekroju poprzecznym. Listki lancetowato-szydlaste, o szerokiej nasadzie i wąskim szczycie, zwykle proste, rzadko sierpowato zagięte u szczytu lub rurkowato zwinięte, wklęsłe. Dorastają do 1,5–3 (3,5) mm długości i 0,5–0,8 mm szerokości. Całobrzegie, niekiedy na szczycie drobno ząbkowane. Żebro pojedyncze, szerokości 1/5 do 1/3 szerokości nasady listka, kończy się w szczycie listka wypełniając go, zbudowane z jednakowych komórek. Komórki listka u nasady prostokątne, wydłużone, u szczytu krótsze, do kwadratowych. Komórki skrzydłowe kwadratowe, duże, w kolorze brunatno-pomarańczowym.
SporofitySeta żółtawo brązowa, długości 5–8 mm, prosta gdy sucha, zakrzywiona gdy mokra. Puszka zarodni wyprostowana, symetryczna i gładka. Ząbków perystomu 16, są gładkie, lancetowate, żółtawo brązowe, czasem delikatnie rozdzielone na czubku. Zarodniki kuliste.

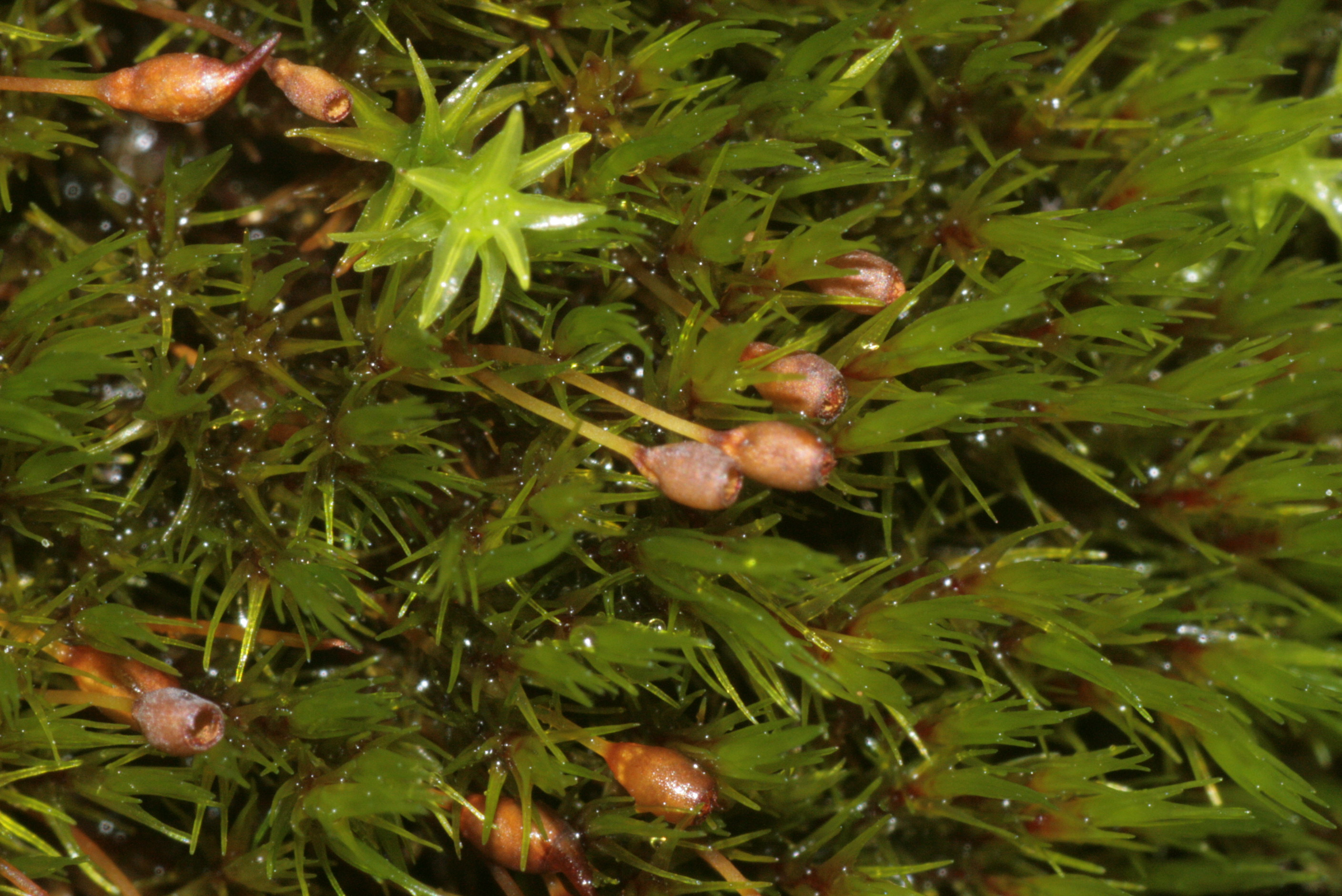
Gametofit i sporofit
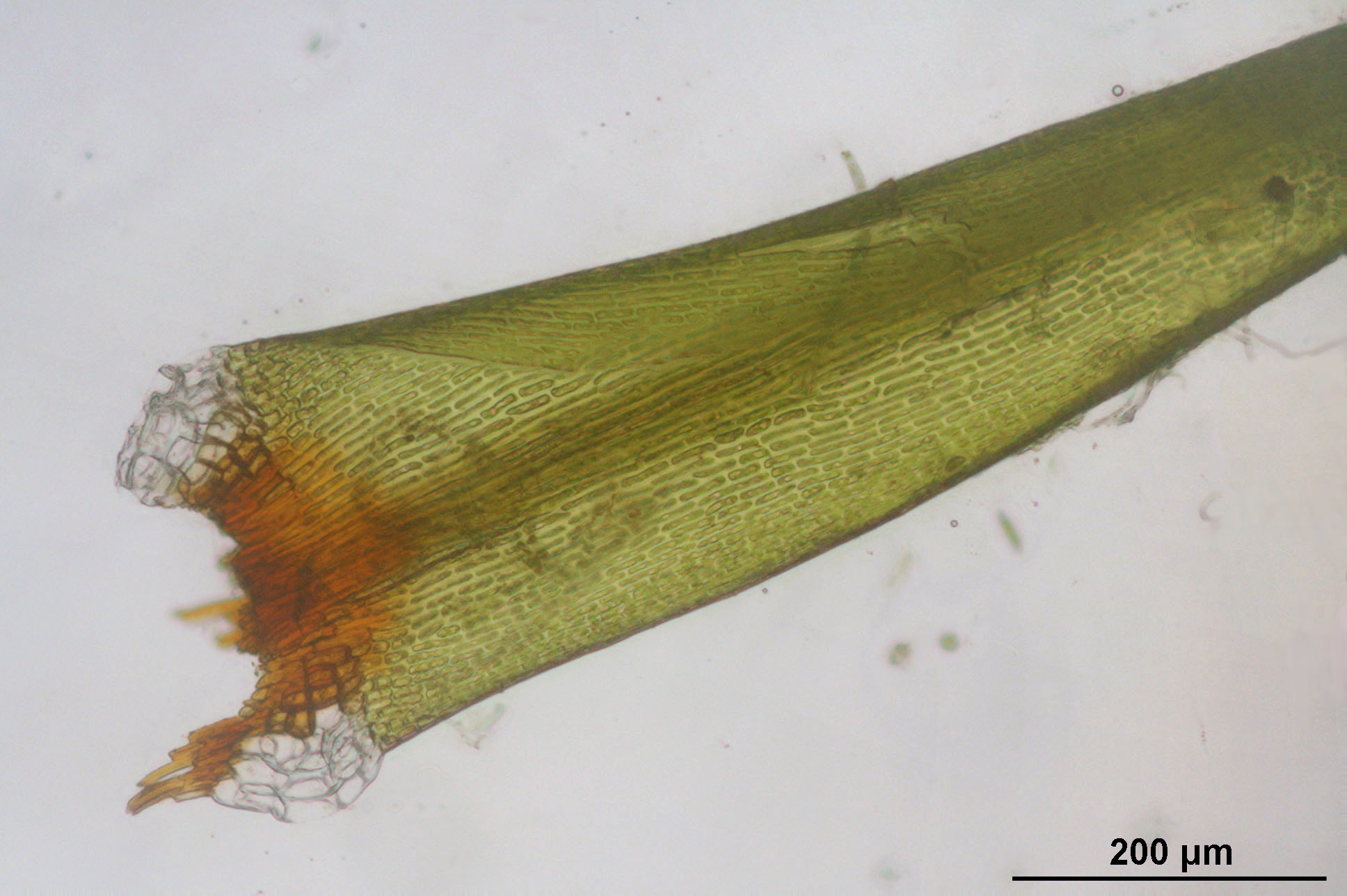
Nasada listka
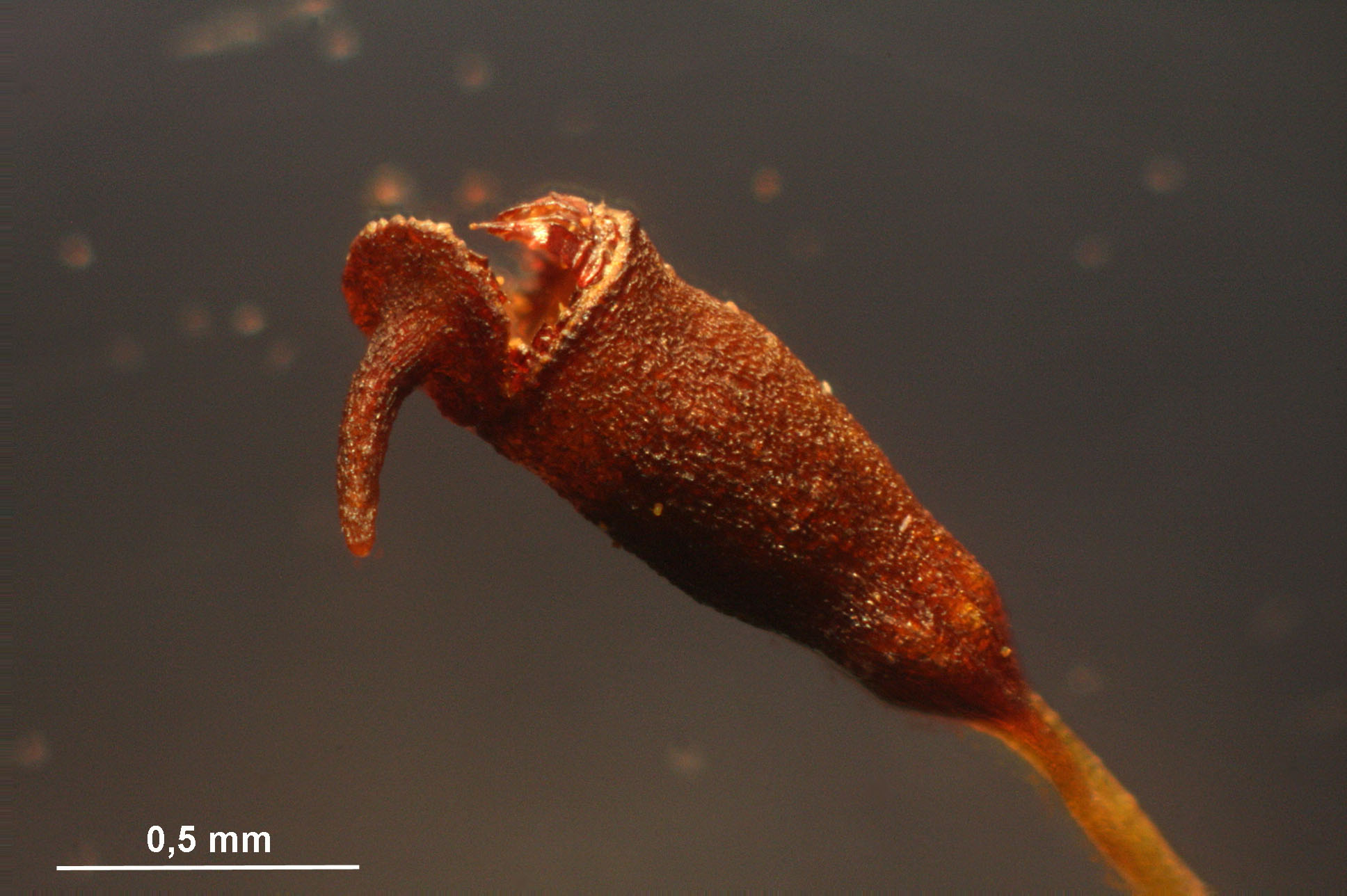
Puszka zarodni
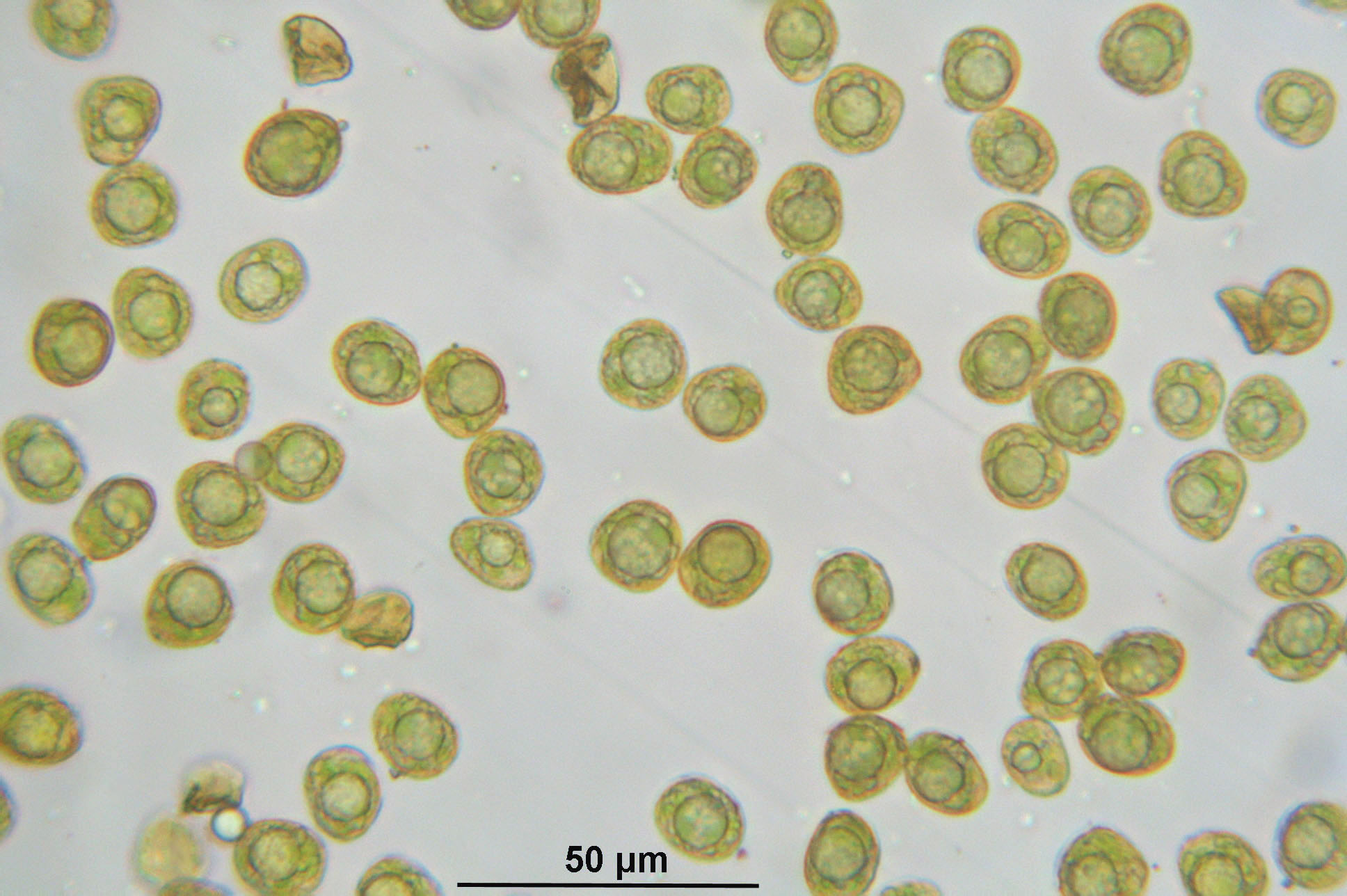
Zarodniki

## Biologia i ekologia
Blindia ostra rośnie w korytach potoków górskich lub nad ich brzegami porastając bezpośrednio kamienie i skały, jak również cienką warstwę gleby na ich powierzchni. Występuje w strefie tzw. rozprysku wody, w miejscach całkowicie zalewanych tylko okresowo, przy podwyższonym stanie wody. Preferuje siedliska ubogie, oligotroficzne, o odczynie obojętnym. Zasiedla zarówno stanowiska zacienione jak i odsłonięte.
Jest gatunkiem stenotroficznym o dużej wartości wskaźnikowej. W polskim indeksie MIR i w indeksie brytyjskim MTR jest wskaźnikiem ultraoligotrofii wód.

## Systematyka i nazewnictwo
Pozycja systematyczna gatunku Blindia acuta (Hedw.) Bruch & Schimp według Goffinet i in. (do poziomu rodzaju):
gromada mchy Bryophyta Schimp., podgromada Bryophytina Engler, klasa prątniki Bryopsida Rothm., podklasa Dicranidae Doweld, rząd strzechwowce Grimmiales M.Fleisch., rodzina drobniaczkowate Seligeriaceae Schimp., rodzaj blindia Blindia Bruch & Schimp.
Nazwa rodzajowa Blindia pochodzi od nazwiska niemieckiego pastora z Münster – Jeana-Jacqesa Blinda (1806–1867).
Według „The Plant List” gatunek posiada 8 synonimów: Blindia acuta var. flexipes Renauld & Cardot,
Blindia flexipes (Renauld & Cardot) Kindb., Bryum splachnoides Dicks. ex With., Grimmia michauxii Torr.,
Gymnostomum subulatum Nees & Hornsch., Weissia acuta Hedw., Weissia fastigiata Nees & Hornsch.
Taksony niższego rzędu:
- Blindia acuta var. arenacea Molendo
- Blindia acuta var. rupestris (Hedw.) Korcz.
- Blindia acuta subsp. trichodes (Braithw.) J.J. Amann